# Bataclan
Le Bataclan, qui s'appelait à l'origine Le Grand Café Chinois-Théâtre Ba-ta-clan, est une salle de spectacle parisienne édifiée par l'architecte Charles Duval en 1864 et située 50, boulevard Voltaire dans le 11e arrondissement.
Son premier nom faisait référence à Ba-ta-clan, une opérette d'Offenbach,. Avec l'abandon des traits d'union, son nom est revenu au mot original bataclan, évoquant un joyeux vacarme ou remue-ménage.
L'établissement fait l'objet d'une inscription au titre des monuments historiques depuis le 11 mars 1991.
Il a été le lieu du massacre de 90 personnes lors des attentats du 13 novembre 2015 en France revendiqués par l'organisation État islamique.

## Histoire

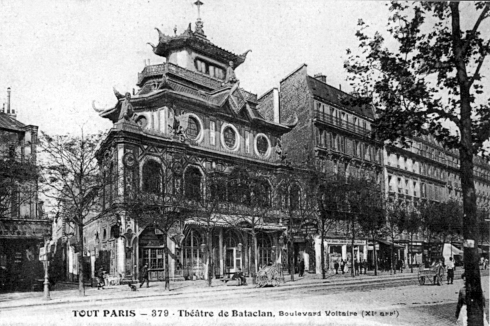
Le Bataclan vers 1900, avec son toit en forme de pagode chinoise.

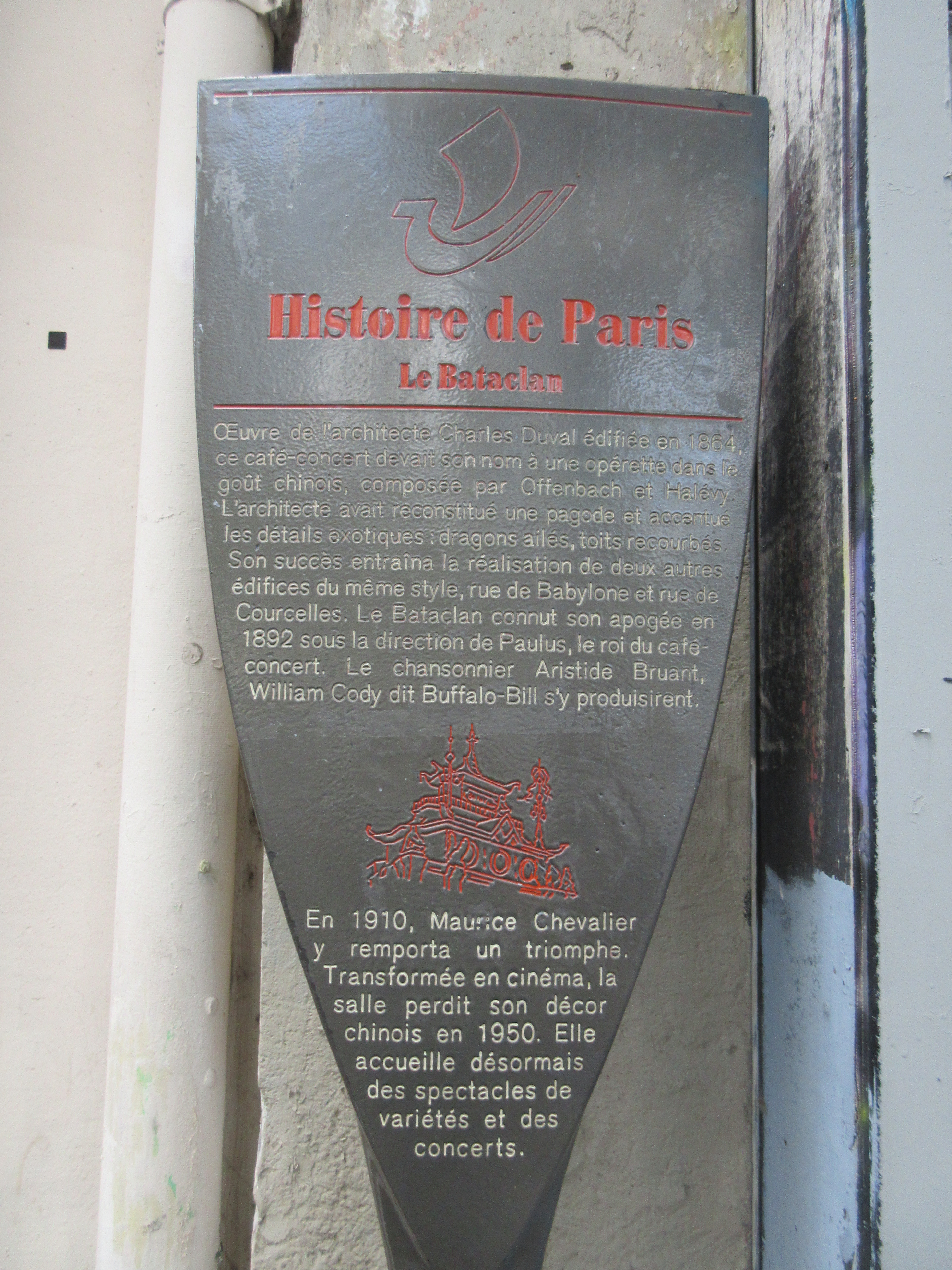
Panneau Histoire de Paris « Le Bataclan ».

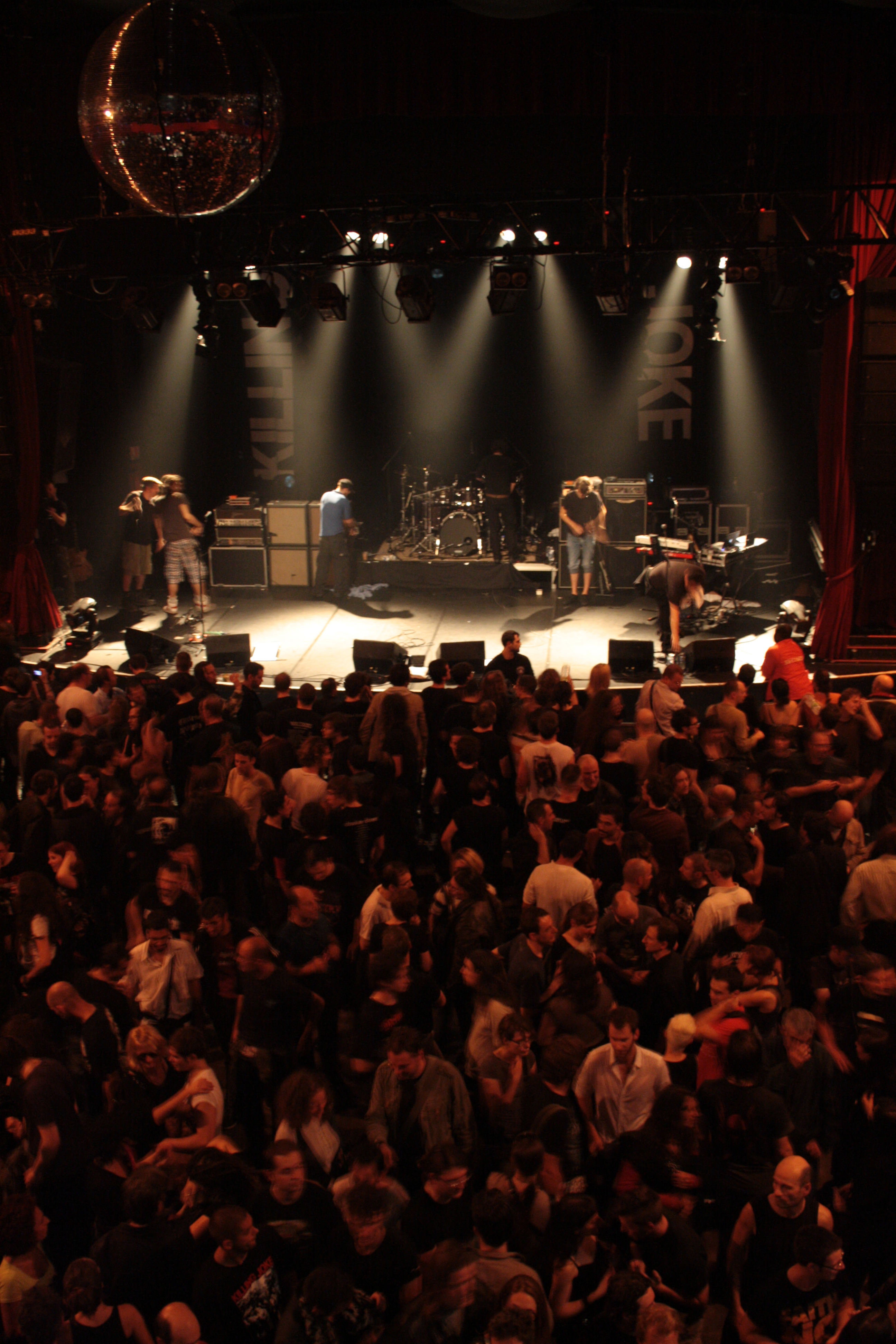
La scène du Bataclan après un concert du groupe Killing Joke, en septembre 2010. (Photographie prise depuis le balcon.)

### XIXesiècle
L'établissement est construit boulevard du Prince-Eugène en 1863-1864. Le projet était à l'origine un grand café-concert d'architecture chinoise, avec le café et le théâtre au rez-de-chaussée, et un grand dancing au premier étage. On y représentait des vaudevilles de Scribe, Bayard, Mélesville ou Dumersan, et on y donnait également des concerts.
Inauguré le 3 février 1865, le Bataclan est racheté presque aussitôt et dirigé par André-Martin Pâris, dont la salle du Concert des arts dite Concert du Géant, au passage Vendôme a brûlé en 1863. Pendant la guerre de 1870, les salles de billard sont utilisées comme « ambulances ». En 1881, le Français Bigot invente le bigophone pour le comique Bienfait, qui chante « Méli-Mélo » à Ba-Ta-Clan. Cet instrument de musique connaîtra durant plus de cinquante ans une immense célébrité en France et en Belgique, et des centaines de sociétés bigophoniques naîtront et prospéreront. À Ba-Ta-Clan, la première revue est présentée en 1883, et l'opérette deux ans plus tard. Le chanteur Paulus rachète en 1892 l'établissement. Harry Fragson, Aristide Bruant ou même Buffalo Bill s'y produisent. En 1897, repris par Max Dorfeuil, il accueille Dranem et Félix Mayol.

### XXesiècle
Au cours des années qui suivent, la salle connaît diverses fortunes, au gré des changements de propriétaire, avec une nouvelle vogue après 1910, grâce à une restauration de la salle et une programmation consacrée aux revues montées en particulier par José de Bérys. Mistinguett y connaît ses premiers succès, ainsi que Maurice Chevalier.
Mme Rasimi prend en 1910 la direction du Ba-Ta-Clan où elle lance la formule des revues à grands spectacles. Polaire, Colette, Raimu, Mistinguett, Maurice Chevalier et Gaby Deslys y font leurs débuts. Chaque année depuis 1920 elle organise de longues tournées à l'étranger, aux États-Unis notamment et en Amérique du Sud. En 1926, la tournée latino-américaine est un échec commercial, en proie à des insurrections locales et à d'autres obstacles imprévus. Madame Rasimi est contrainte d'abandonner son théâtre.

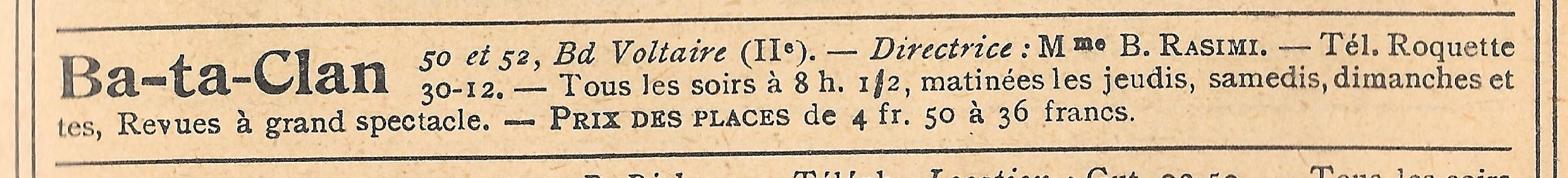
Administration et prix des places du Bataclan en 1925.

En 1926, la salle est revendue et transformée en salle de cinéma. Elle devient théâtre l'année suivante avec Henri Varna, puis de nouveau cinéma, parlant cette fois-ci, en 1932. L'année suivante, elle est la proie d'un incendie qui détruit notamment une partie des balcons. Le bâtiment original est partiellement détruit en 1950 pour être mis en conformité avec les nouvelles normes de sécurité. En 1969, le cinéma ferme ses portes.
La même année, l'organisateur de spectacles Asaad Debs a l'idée de réinvestir le Bataclan avec un concert de rock, avec le groupe anglais Soft Machine, qui remporte un certain succès. Le 29 janvier 1972, le groupe The Velvet Underground s'y produit pour l'émission télévisée musicale Pop 2 (présentée par Patrice Blanc-Francard). Suivent par la suite Roxy Music, Beck, Bogert and Appice, Jane Birkin, Captain Beefheart, Can, Genesis, MC5 (en 1972, les gendarmes mobiles interviennent dans la salle à la fin du concert, après que des fans bikers ont chargé la foule), The New York Dolls (qui s'y produit quelques mois plus tard, le concert se terminant en bagarre entre les chanteurs et des spectateurs, ce qui conduit l'ORTF à mettre fin au tournage puis à supprimer Pop 2 moins d'un an après). Au fur et à mesure des années 1970, les places sont de plus en plus prisées. Talking Heads s'y produit le 18 janvier 1978, Iron Maiden le 21 mars 1981, Motörhead le 27 octobre 1982 et UFO en 1983.
Le Bataclan retrouve sa vocation de salle de spectacle en 1983 grâce au metteur en scène André Engel. Plutôt rock 'n' roll, il sera un haut-lieu post-punk comme décrit par Alain Pacadis,. Dans les années 1980, The Cure, Siouxsie and the Banshees, The Stranglers et Rachid Taha (le 27 avril 1987) s'y produisent. En 1982, Bernard Zkri et Europe 1 y organisent le festival New York City Rap, où interviennent notamment Mick Jones, Futura 2000 et Afrika Bambaataa.
David et Cathy Guetta y organisent leurs premières soirées en tant qu'indépendants dans les années 1990. Le couple, avec son équipe, loue le Bataclan aux frères Laloux qui dirigent le lieu. La salle se transforme alors, après les concerts, en discothèque, pour la nuit. Dans le cadre de ces concerts de jour et/ou de nuit, de nombreux danseurs Hip Hop viendront y danser, comme la hip-hoppeuse Bintou Dembélé. Il faudra plusieurs mois difficiles au couple pour asseoir leur réputation, avant que leurs soirées ne deviennent des références à Paris.
Dans les années 1990-2000, dans un contexte musical grunge et de fin de l'âge d'or du rock, s'y produisent notamment Nine Inch Nails, Marilyn Manson, Courtney Love, Jeff Buckley, The Cure, PJ Harvey, Prince (en 1994, 1999 et 2002 ; il compose également un morceau intitulé Bataclan) ou encore Metallica (en 2003).

### XXIesiècle
En 2004, la société ABA (Astérios, Bataclan, Alias), dirigée par Jules Frutos et Olivier Poubelle, reprend la direction et la gérance du Bataclan. Le Bataclan se caractérise par une activité éclectique laissant place aux spectacles, café-théâtre, discothèque, mais surtout aux concerts (et, à l’occasion, comme salle d'exposition). En octobre 2006, le magazine Rock & Folk y organise son 40e anniversaire, en présence de BB Brunes, Naast, Les Plastiscines, Marc Tobaly, Jacno, Daniel Darc ou encore Yarol Poupaud.
Il accueille sur scène ou comme spectateurs de grands noms de la musique, de la chanson et de la comédie, à l'instar de Stromae, les Stray Cats, The Police etc.
Sa façade retrouve en 2006 les couleurs originales qu'elle avait perdues depuis bien longtemps, même si le toit en pagode n'existe plus.

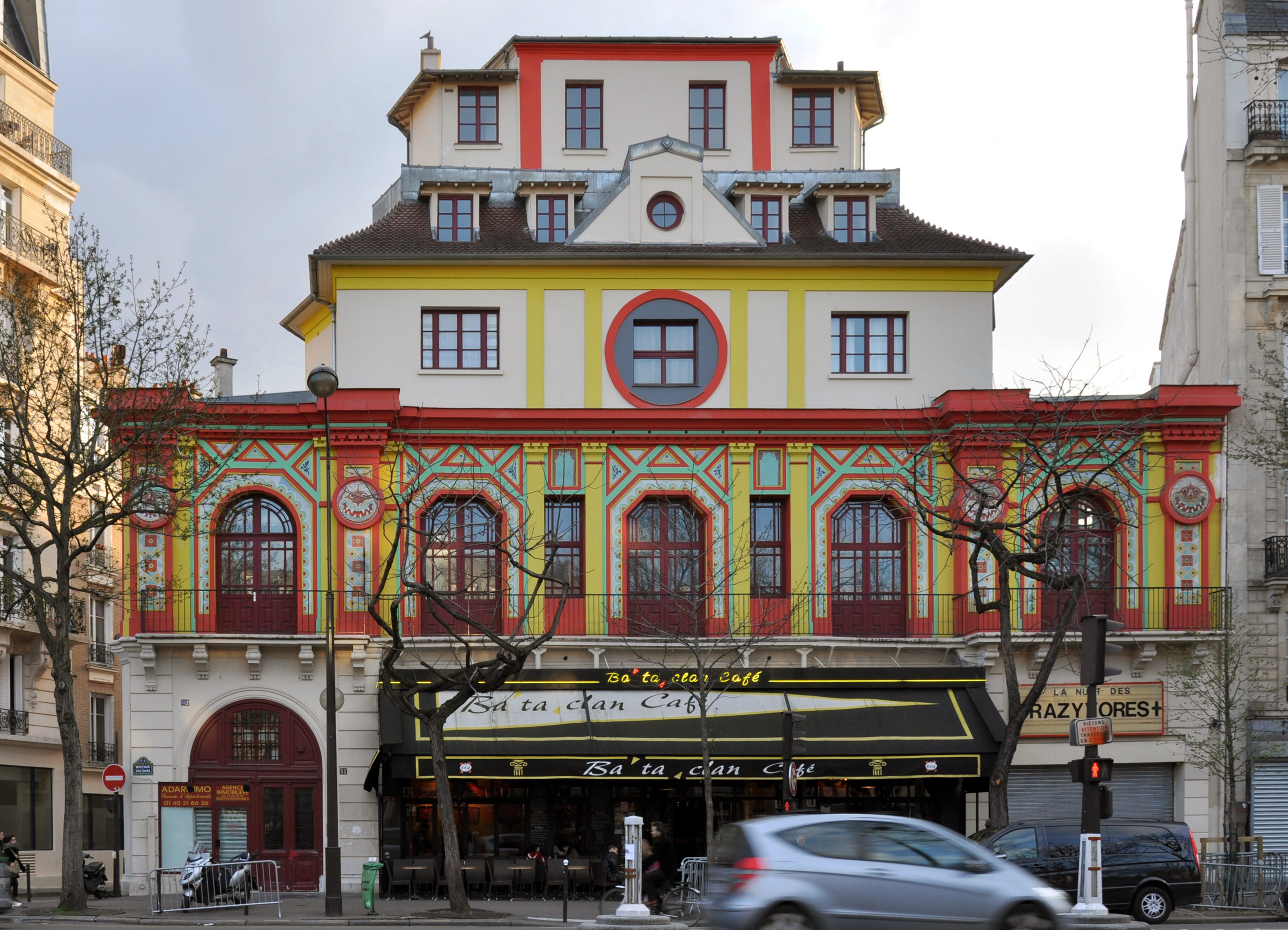
Le Bataclan, en 2008.

Il accueille La Tournée des grands espaces d'Alain Bashung qui obtient une nomination dans la catégorie « Spectacle musical, tournée ou concert de l'année » aux Victoires de la musique 2005. Funkadelic s'y produit en juillet 2004, Natacha Atlas en mai 2006, Jane Birkin (qui y enregistre un album live en 2006), Beth Ditto le 16 novembre 2009 et La Souris déglinguée le 23 janvier 2010.
S'y produisent au début des années 2010, L7, Cerebral Ballzy (en), The Stray Cats, Saxon, The Horrors, Bad Religion, The Prostitutes (en), Fauve (23 concerts) ou encore Young Thug.
Le Bataclan accueille des humoristes comme Kev Adams, Max Boublil, Manu Payet, des rappeurs comme Keny Arkana et Seth Gueko (où Jean-Marie Bigard est intervenu) ou encore Michael Gregorio.
En novembre 2014 The Specials choisissent cette salle pour le grand retour du ska après une longue absence.
En avril 2014, Kyary Pamyu Pamyu, chanteuse de PonPonPon y fait sa seconde tournée mondiale, la Nanda Collection World Tour afin de célébrer son nouvel album, la Nanda Collection.
En mai 2015, le théâtre accueille le spectacle Qui est Malcolm X ?, mettant en scène les rappeurs Médine, Kery James, Disiz et Faada Freddy, à l'occasion de la publication de l'autobiographie du défenseur des droits des Afro-américains.
En septembre 2015, Lagardère Unlimited Live Entertainment, une filiale du groupe Lagardère SCA, rachète 70 % de l'entreprise Bataclan à ses propriétaires. Jules Frutos et Olivier Poubelle conservent la direction.
Le 12 novembre 2015, veille de l'attentat au Bataclan, le musicien français St Germain y présente son nouvel opus, un mélange de musique électronique et de voix africaines, dont celle de la chanteuse Nahawa Doumbia, grande vedette au Mali.
La salle rouvre le 12 novembre 2016 avec un concert hommage de Sting au profit des associations de victimes des attentats du 13 novembre avant d'enchaîner sur d'autres concerts à partir du 15 novembre,.
Contesté, en raison de certaines paroles de ses chansons, par divers élus de droite et d'extrême droite, ainsi que certaines associations de victimes de l'attentat de 2015, le rappeur Médine annonce le 21 septembre 2018 l'annulation de ses concerts prévus au Bataclan et leur reprogrammation au Zénith de Paris début 2019.
En juillet 2018, Jules Frutos et Olivier Poubelle revendent leurs 30 % du Bataclan au groupe Lagardère, qui en détenait le solde et qui souhaite relancer le lieu. La salle suscite encore des hésitations chez les artistes si bien qu'en 2018 seulement environ 70 concerts y ont été programmés.
En juillet 2021, la salle, mise en vente par Lagardère depuis 2020, est rachetée par la Mairie de Paris, qui l'exploite à travers la société d'économie mixte Société anonyme d’exploitation du Palais omnisports de Paris-Bercy (SAE POPB).
En février 2022, le changement de propriété se traduit par la mise en place d'une nouvelle programmation et d'une nouvelle identité visuelle et l'arrivée d'une nouvelle direction. La SAE POPB, devenue entre-temps Paris Entertainment Company, société détenue à 57 % par la Ville de Paris et à 43 % par le producteur AEG qui comprend également l'Adidas Arena et l'Accor Arena, porte un projet de retour à l'identité rock.

## Enregistrements effectués au Bataclan
- 1972 : Le Bataclan '72 (en) de Lou Reed, John Cale et Nico (sorti en 2004)
- 1973 : Live au Bataclan 1973 de Gong (sorti en 1990)
- 1987 : Au Bataclan de Jane Birkin (sorti en 1988)
- 1989 : Bataclan 1989 de Maxime Le Forestier
- 1993 : Heureux sur scène d'Elmer Food Beat (sorti en 1997)
- 1996 : Live from the Bataclan (en) de Jeff Buckley (EP)
- 1998 : Once in a LIVEtime de Dream Theater
- 1998 : Bataclan de Malavoi
- 2002 : Au Bataclan d'Hubert-Félix Thiéfaine
- 2003 : Ze Live !! de Zazie
- 2003 : Liberté, Égalité, Fraternité, Metallica! de Metallica
- 2005 : Ce lundi-là au Bataclan de Michel Delpech
- 2006 : Live au Bataclan de Jane Birkin
- 2009 : Bataclan! de Mathieu Lussier, Catherine Perrin et Denis Plante
- 2010 : Bataclan de Prince (single)

### Filmés
- 1995 : Mano Solo au Bataclan[25]
- 1998 : Dany Boon au Bataclan
- 2003 : Un soir boulevard Voltaire de Vincent Delerm, enregistré au Bataclan en mai 2003 (Éditions Tôt ou tard)
- 2004 : Romantique, one man show de Franck Dubosc
- 2005 : Pluskapoil, one man show de Michaël Youn
- 2007 : Live au Bataclan de Julie Pietri & Le Music Art Orchestra
- 2007 : En plein Bataclan de Jacques Higelin[26]
- 2008 : Manu Payet au Bataclan
- 2011 : Alors on danse de Stromae et Jamel Debbouze (sketch disponible sur le DVD Made in Jamel)[27]
- 2014 : The Specials (concerts de la reformation : celui du 30 novembre 2014 enregistré et diffusé par la chaîne Arte[18])
- 2016 : Sting au Bataclan
- 2017 : Fishbach au Bataclan
- 2018 : Idles concert en décembre

## Attentats terroristes du 13 novembre 2015

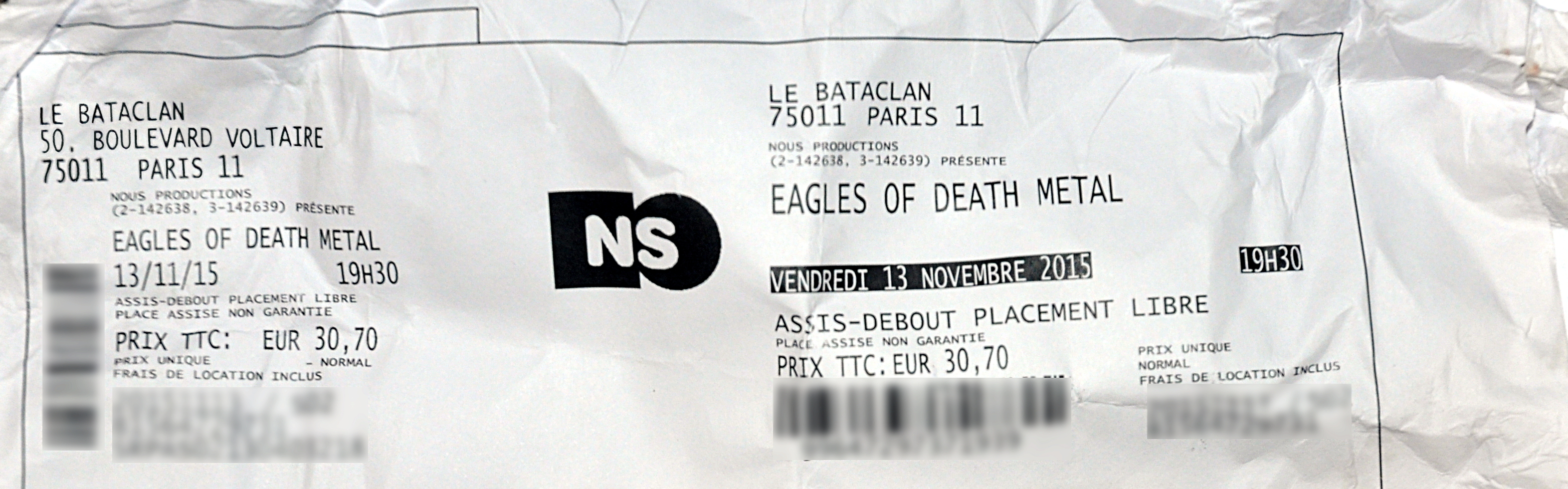
Détail d'un ticket d'entrée au Bataclan pour le concert des Eagles of Death Metal le 13 novembre 2015.

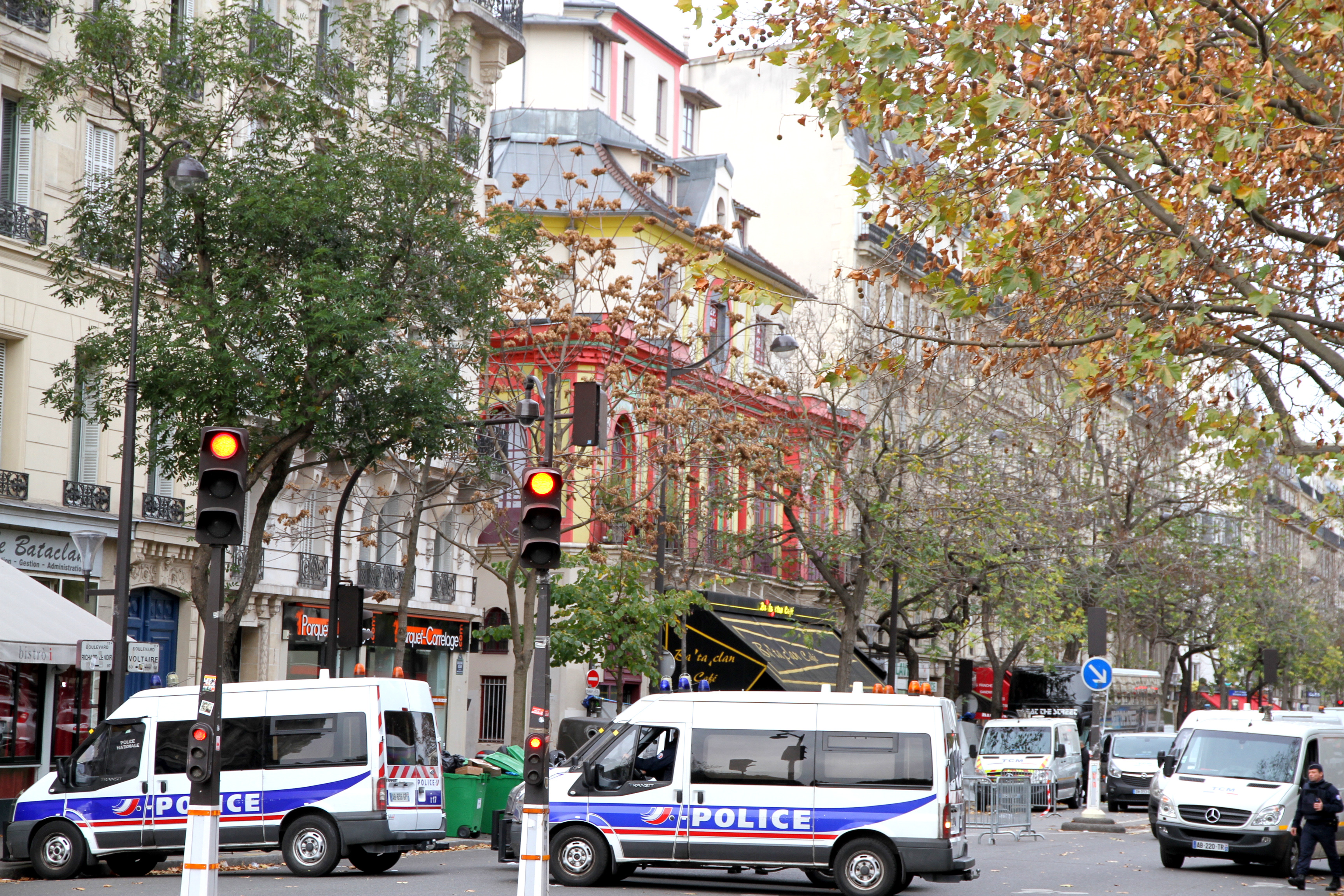
Camions de police devant la salle du Bataclan, le lendemain des attentats.

Le 13 novembre 2015, à la suite de plusieurs attentats dans le même périmètre parisien, trois hommes armés de fusils d'assaut et de ceintures explosives pénètrent dans le bâtiment pendant un concert des Eagles of Death Metal et tirent dans la foule massée aux balcons et dans la fosse, faisant 90 morts et plusieurs centaines de blessés.

### Revendications
Les témoins de l'attaque rapportent que les assaillants durant leurs exactions ont, parmi diverses incohérences,,, évoqué l'action militaire de la France en Irak et en Syrie pour tenter de justifier leurs assassinats.
Par la suite dans son communiqué de revendication, l'État islamique évoque explicitement le Bataclan, « où étaient rassemblés des centaines d'idolâtres dans une fête de perversité »,.
Par ailleurs, le Bataclan est considéré comme une attraction phare, symbolique d'un quartier parisien « à la fois bourgeois, progressiste et cosmopolite » caractérisé par « une hétérogénéité sociale et ethnique qui a disparu de bon nombre d'autres arrondissements ». Le groupe Eagles of Death Metal, qui s'y produisait le jour des attentats, avait attiré « un public d’ados et de jeunes adultes venus en toute décontraction applaudir un groupe rock à succès qui joue à fond d’une dérision maligne à l’égard des codes machos et bas de plafond de la sous-culture redneck », avec humour, à l'image de la contre-culture californienne et pacifique dont il est issu.

### Après l'attentat
Le groupe de rock irlandais U2 devait se produire au Palais omnisports de Paris-Bercy le lendemain et le surlendemain de l'attaque. Le gouvernement français a annulé les deux concerts et les membres du groupe sont allés au Bataclan le lendemain de l'attaque, laissant des bouquets de fleurs à la mémoire des victimes. Le chanteur Bono y a fait une brève allocution.
Le 16 novembre, la direction du Bataclan a publié une déclaration :

« Aucun mot ne peut exprimer l'ampleur de notre chagrin. Nos pensées vont aux victimes, aux blessés et à leurs proches. Vous êtes nombreux à vouloir vous recueillir au Bataclan, malheureusement les autorités ont encore besoin de travailler sur place. Nous vous tiendrons informés dès qu’il sera possible de vous recueillir devant la salle. Nous vous remercions pour votre soutien, ce qui nous touche profondément. »

Josh Homme, l'un des fondateurs du groupe américain interrompu sur scène le 13 (absent du Bataclan lors des attaques de Paris), par ailleurs leader de Queens of the Stone Age, a aussitôt organisé avec sa Fondation une collecte de fonds à destination des familles des membres décédés de son staff.
Simultanément, The Guardian publiait : « Le Bataclan — un lieu dont l'histoire a toujours été celle de joie : Le lieu au centre de la tragédie de vendredi est l'un des plus grands monuments de musique de Paris, bien-aimé des artistes autant que des mélomanes ».
De nombreux hommages sont rendus à travers le monde aux victimes des attentats parisiens et du Bataclan en particulier, que ce soit dans les milieux artistiques ou sportifs, à la suite de l'attentat avorté au Stade de France, opéré simultanément (voir Hommages aux victimes des attentats du 13 novembre 2015 en France). Ces hommages sont parfois rendus en grande pompe,,, ou en toute simplicité, comme les bougies allumées par des anonymes dans les jours qui ont suivi ou lors de rassemblements impromptus (en dépit du couvre-feu à Paris). Par exemple, le mini-récital de Madonna fut improvisé Place de la République le soir de son concert à Bercy, un mois après l'attentat.
Le 11 février 2016, les gérants de la salle de spectacle annoncent sa réouverture après sa rénovation en 2016. Ils annoncent qu'elle sera probablement rouverte avant 2017. En octobre, la région Île-de-France annonce qu'elle subventionnera à hauteur de 283 040 euros la salle pour le soutien à la création et à la diffusion numérique.
La salle rouvre près d'un an après les attentats, le 12 novembre 2016 avec un concert de Sting et ses musiciens, accompagné du trompettiste franco-libanais Ibrahim Maalouf et, pour le rappel, d'Henry Padovani (guitariste français cofondateur du groupe The Police), qui a rejoint Sting sur la scène du Bataclan pour interpréter la chanson Next to You. La soirée, retransmise le lendemain sur France 2, est ponctuée de nombreux hommages comme ce même jour commémoratif ailleurs dans le monde.
Le premier groupe américain à jouer au Bataclan depuis Eagles of Death Metal et donc depuis les attaques, The Pretty Reckless, se produit le 26 janvier 2017.
Certains artistes cependant refusent de se produire à nouveau dans la salle, à l'image de Francis Cabrel pour qui « rechanter au Bataclan est au-dessus de [ses] forces » ou encore Nicola Sirkis qui a « trouvé ça ignoble de rouvrir cette salle » et ne « rejouera jamais au Bataclan ».
En juin 2018, le graffeur Banksy peint sur une porte de secours La Jeune fille triste en hommage aux victimes des attentats du 13 novembre 2015, cette œuvre est volée en janvier 2019 puis retrouvée en Italie en juin 2020.

## Menaces
Entre 2007 et 2009, le Bataclan aurait fait l'objet de menaces de groupes extrémistes,,, à la suite de conférences ou galas donnés par des organisations juives comme le Migdal en soutien à la Police aux frontières israélienne (Magav), notamment pendant une offensive de l'armée israélienne dans la Bande de Gaza. Selon Le Figaro, Khaled Moustafa, considéré par les Égyptiens comme le chef d'Al-Qaïda en Palestine, aurait avoué en 2011 qu'il « avait un projet d'attentat en France contre le Bataclan » car, selon son amie franco-albanaise Dodi Hoxha, « les propriétaires [du Bataclan] sont des Juifs ».